# The Devil at 4 O'Clock
The devil at 4 o’clock (Brasil: A hora do diabo ) é um filme estadunidense, de 1961, dos gêneros aventura e drama, dirigido por Mervyn LeRoy, roteirizado por Liam O’Brien, baseado no livro homônimo de Max Catto, música de George Duning.

## Sinopse
Um padre veterano (Spencer Tracy), excêntrico e alcoólatra, recruta três relutantes condenados para ajudá-lo a socorrer uma colônia de crianças leprosas, em uma ilha do Pacífico, ameaçada por um vulcão.

## Elenco
- Spencer Tracy ....... padre Matthew Doonan
- Frank Sinatra ....... Harry
- Kerwin Mathews ....... padre Joseph Perreau
- Jean-Pierre Aumont ....... Jacques (como Jean Pierre Aumont)
- Grégoire Aslan ....... Marcel (como Gregoire Aslan)
- Alexander Scourby ....... o governador
- Barbara Luna ....... Camille
- Cathy Lewis ....... Matron
- Bernie Hamilton ....... Charlie
- Martin Brandt ....... doutor Wexler
- Louis Merrill ....... Aristide Giraud
- Marcel Dalio ....... Gaston
- Tom Middleton ....... Paul, copiloto
- Ann Duggan ....... Clarisse